# Космос-1974
Космос-1974 је један од преко 2400 совјетских вјештачких сателита лансираних у оквиру програма Космос.
Космос-1974 је лансиран са космодрома Плесецк, СССР, 3. октобра 1988. Ракета-носач Молнија је поставила сателит у орбиту око планете Земље. Маса сателита при лансирању је износила 1250 килограма. Космос-1974 је био сателит за рано упозоравање на појаву интерконтиненталних балистичких ракета.